# Тарсони
Тарсони (груз. ტარსონი, азерб. Tərson) — село Цалкского муниципалитета, края Квемо-Картли республики Грузия с преимущественно (78 %) азербайджанским населением. Является самым маленьким по численности населения азербайджанским селом данного муниципалитета.

## География
Граничит с селами Авранло, Гумбати, Реха, Хачкои, Ашкала и Хандо Цалкского Муниципалитета.

## Население
По данным Государственного статистического комитета Грузии, согласно официальной переписи 2002 года, численность населения села Тарсони составляет 9 человек и на 78 % состоит из азербайджанцев. Грузины составляют 22 % от населения села.

## Экономика
Население в основном занимается овцеводством, скотоводством и овощеводством.

## Достопримечательности
- Мечеть
- Средняя школа